# أبو القاسم بن حبيب النيسابوري
الحسن بن محمد بن حبيب بن أيوب، أبو القاسم النيسابوري (ت 406 هـ = 1016م) أديب، و واعظ و مفسر، صاحب (عقلاء المجانين - ط) صنف في القراآت والتفسير والأدب.
وتناقل الناس تصانيفه.
ومن كتبه (التنزيل وترتيبه - خ) في الظاهرية.
كان كرامي المذهب، ثم تحول شافعيا.
وله شعر جيد في الوعظ، أورد (الداوودي) ثلاث قطع منه، نقلا عن ياقوت.
قلت: لم أجد له ترجمة في معجمي ياقوت، فلعله مما سقط من معجم الأدباء.